# Жулица (Арад)
Жулица (рум. Julița) насеље је у Румунији у округу Арад у општини Варадија де Муреш. Oпштина се налази на надморској висини од 160 m.

## Становништво
Према подацима из 2002. године у насељу је живело 467 становника, од којих су сви румунске националности.